# Catfish Rising
Catfish Rising is een album van de Britse progressieve-rockband Jethro Tull, uitgebracht in 1991.

## Geschiedenis
Opvallend was dat bij het uitbrengen niemand meer wist in wel hokje Jethro Tull gestopt moest worden. Het stond namelijk gelijktijdig zowel in de folkrock- als hardrockparade in de top 10.
Het album is de laatste van de hardrocktrilogie (Crest of a Knave, Rock Island en Catfish Rising). Ook wordt het wel een heavybluesalbum genoemd, omdat het naast hardrock ook redelijk veel bluesinvloeden bevat.

### Anekdote over Roll Yer Own
Het nummer Roll Yer Own gaat over masturbatie, meer specifiek over vrouwelijke masturbatie. In 1991 had Ian Anderson (de voorman van de band) een gastoptreden in een Amerikaans radioprogramma getiteld Upclose. Dit programma is overigens in gelimiteerde oplage uitgebracht op cd. In het programma vertelt Anderson een opvallende anekdote.
Hij was een paar weken daarvoor in een nogal benarde positie gebracht als gast van een radioprogramma van BBC 2, een radiozender, zoals Anderson het omschrijft "more aimed at, dare I say, and I hate to say the word: housewives". De presentatrice van het programma, Gloria Hunniford, wilde niet dat Anderson het nummer This Is Not Love speelde, omdat dat eigenlijk een hardrocknummer is en niet bij haar programma paste. Daarom stelde zij voor dat Anderson het popliedje Roll Yer Own zou spelen. Vervolgens vroeg zij hem iets over het nummer te vertellen. Hij wilde dit niet en zei dat hij beter gewoon kon gaan spelen. Maar Hunniford bleef aandringen en raakte er enigszins geïrriteerd door dat Anderson niets over het nummer wilde vertellen. Toen zei hij uiteindelijk: "Gloria, I'm sorry, but you give me... I'm desperately searching for every word in my vocabulary to avoid using the words 'female masturbation' live on BBC radio this time of the day." Ze werd kwaad en riep: "What! Get out of the studio!" Zo werd Anderson de studio uitgezet, ondanks dat hij gedwongen was dit onderwerp aan te snijden.

## Nummers
1. This Is Not Love
2. Occasional Demons
3. Roll Yer Own
4. Rocks on the Road
5. Sparrow on the Schoolyard Wall
6. Thinking Round Corners
7. Still Loving You Tonight
8. Doctor to My Disease
9. Like a Tall Thin Girl
10. White Innocence
11. Sleeping with the Dog
12. Gold-Tipped Boots, Black Jacket and Tie
13. When Jesus Came to Play
14. Night in the Wilderness¹
15. Jump Start (live)¹

¹Bonusnummer op de digitaal geremasterde versie.

## Bezetting
- Ian Anderson (dwarsfluit, mandoline, elektrische mandoline, elektrische gitaar, akoestische gitaar, mondharmonica, percussie, zang, keyboards, drums)
- Martin Barre (elektrische gitaar)
- David Pegg (basgitaar, akoestische basgitaar)
- Doane Perry (drums, percussie)

Gastmuzikanten:
- Andrew Giddings (keyboards)
- Foss Paterson (keyboards)
- John 'Rabbit' Bundrick (keyboards)
- Matthew Pegg (basgitaar)
- Scott Hunter (drums)